# Virginie Besson-Silla
Virginie Besson-Silla (nascuda el 1972) és una productora de cinema canadenca-francesa. Ha realitzat una varietat de pel·lícules diferents, com ara pel·lícules d'acció, pel·lícules romàntiques, adaptacions de còmics, pel·lícules biogràfiques i d'animació. Silla va néixer a Ottawa, Ontario, filla d'un diplomàtic senegalès i d'un fisioterapeuta francès. És la cunyada de l'actor Vincent Perez, parella de la seva germana, Karine Silla, que és actriu i guionista.
Des del seu matrimoni el 2004 amb Luc Besson, Virginie és coneguda com a Virginie Silla-Besson o Virginie Besson-Silla. La parella té tres fills.
El 2010, Time va citar a Luc dient que ella era una productora més perfecta que ell i que així li va permetre centrar-se a dirigir la seva pel·lícula sumptuosa i més exigent artísticament The Lady (2011).

## Filmografia
- 2001: Yamakasi
- 2002: Peau d'Ange
- 2003: La Felicita, le bonheur ne coûte rien
- 2004: Imatge À ton
- 2005: Au suivant !
- 2005: Revòlver
- 2006: Amor i altres desastres
- 2007: El secret
- 2010: Des de París amb amor
- 2010: Les extraordinàries aventures d'Adèle Blanc-Sec
- 2011: La Dama
- 2012: La mécanique du cœur
- 2013: Els nens dels somnis
- 2014: 3 dies per matar
- 2014: Lucy
- 2017: Valeriana i la ciutat dels mil planetes